# Powiat połocki
Powiat połocki lub ujezd połocki – dawny powiat guberni witebskiej znajdujący się w rejonie połockim.

## Informacje
Powiat połocki o powierzchni 8778 mil kwadratowych leżał w zachodniej części guberni witebskiej. Graniczył z powiatami: siebieskim, newelskim, horodeckim, witebskim, lepelskim i drysieńskim. Pod względem administracyjnym powiat dzielił się na 3 okręgi policyjne, tzw. stany. Włościanie skarbowi tworzyli 8 okręgów wiejskich, inni zaś włościanie powiatu podzieleni byli na 26 gmin i 147 okręgów wiejskich (starostw). W 1873 ludność powiatu poza Połockiem wynosiła 63062 osoby, z czego status szlachecki posiadało 1701 osób (głównie Polaków), a mieszczański 5526; resztę stanowiła ludność wiejska, głównie Białorusini. Pod względem religijnym w powiecie dominowało prawosławie (50315 osób), poza tym mieszkało tu 7823 katolików, 3063 starowierców, 1001 żydów (oprócz zamieszkałych w Połocku) i 60 protestantów. Cerkiew prawosławna dysponowała w powiecie dwoma klasztorami pounickimi i 55 cerkwiami, poprzerabianymi w większości w 1840 roku z cerkwi unickich i kościołów katolickich. Oprócz tego w powiecie funkcjonowały 2 kościoły i 26 kaplic katolickich oraz 5 bożnic żydowskich. Trzy parafie katolickie: w Połocku z 5028 wiernymi, 1 kościołem, 7 kaplicami (na cmentarzu, w gimnazjum wojennym oraz we wsiach Arciejkowicze, Zalesie, Sosniany i Zuków) i 1 oratorium w Koźmianach; parafia w Rukszonicach z 643 wiernymi i parafia w Horbaczewie, z 2782 wiernymi, 1 kościołem i 3 kaplicami (Dymitrów: Most, Łaszkowo i Kazimierzów), tworzyły dekanat połocki, wchodzący w skład archidiecezji mohylewskiej. 
Krajobraz dawnego powiatu ma urozmaicony charakter, obfitujący w pagórki (najwyższe wzniesienie: wzgórze Pustyńka na lewym brzegu Dźwiny, przy dawnym trakcie z Połocka do Lepla), których grzbietami przebiegają działy wodne dopływów Dźwiny (głównej rzeki powiatu). Najważniejszymi dopływami Dźwiny są Obol, Sosnica, Połota (z dopływami: Stradonią Skobranką, Trosnicą i Ozerwiatką) i Dryssa (prawe) oraz Uszacz (lewy), z których tylko Połota, Obol i Uszacz są rzekami spławnymi. Liczne jeziora rozrzucone są po całej powierzchni powiatu, w szczególności w jego wschodniej części; do najważniejszych należą jez. Nieszczerdo, jez. Dryssa i jez. Ozerwito. Również we wschodniej części powiatu znajdują się największe obszary bagienne. Lasy zajmowały 55% powierzchni powiatu.
Gleby przeważnie piaszczysto-gliniaste, z rzadka ilaste i gliniaste. 
Obszar powiatu był słabo rozwinięty gospodarczo. Większość ludności znajdowała zatrudnienie w rolnictwie, stojącym na niskim stopniu rozwoju technologicznego. Uprawiano głównie żyto, jęczmień, owies, groch, ziemniaki, a także konopie i len, w mniejszym zakresie i na własne potrzeby pszenicę. Sadownictwo, hodowla i pszczelarstwo nie miały większego znaczenia gospodarczego, pomimo korzystnych warunków przyrodniczych do rozwoju hodowli (liczne łąki). Rozpowszechnione było rybołówstwo, miało ono jednak pod względem gospodarczym drugorzędne znaczenie. W całym powiecie poza Połockiem znajdowało się ogółem 30 fabryk, w tym 11 garbarni, 10 gorzelni, 5 browarów, 2 cegielnie i 2 garncarnie produkujące na rynek lokalny. Niewielkie znaczenie miał również handel, skoncentrowany niemal wyłącznie w ręku żydów. Ważnym źródłem dochodów pozostawała eksploatacja lasów. Jarmarki odbywały się tylko w Sierocinie, 5 razy w roku, a obroty na nich nie przekraczały 1300 rubli w srebrze. Z terenu powiatu wysyłało się do Rygi len, siemię lniane oraz spławiano drewno. 
Prawym brzegu Dźwiny przez całą długość powiatu przebiega linia kolejowa Witebsk-Dyneburg. 
Marszałkami szlachty pow. połockiego byli: 
- Antoni Sielicki herbu Korczak (1798-1800),
- Józef Hrebnicki herbu Ostoja (1805-1811),
- Józef Rypiński herbu Radwan (1812),
- Serafin Roszkowski herbu Ogończyk (1817),
- August Hłasko herbu Leliwa (1818-20),
- Stanisław Hrebnicki herbu Ostoja (1822),
- Ludwik Bielikowicz herbu własnego (1830),
- Tadeusz Szczytt herbu Jastrzębiec (1831),
- Trojan Hłasko herbu Leliwa (1848),
- Piotr Kulesza herbu Ślepowron (1854),
- Edward Hrebnicki herbu Ostoja (1857),
- Edward Reutt herbu Gozdawa (1859).